# Sehrtenbach
Der Sehrtenbach, auch Feldgraben genannt, ist ein knapp ein Kilometer langer rechter und nördlicher  Zufluss der Wied im rheinland-pfälzischen Landkreis Altenkirchen (Westerwald).

## Verlauf
Der Sehrtenbach entspringt auf einer Höhe von etwa 258 m ü. NN am Ostrand von Altenkirchen (Westerwald) in der Wiesenflur An der Hohl. Er fließt zunächst in südöstlicher Richtung durch Grünland und speist dann in der Flur In der Hohl einen kleinen Teich. Kurz bevor er den Ortsrand von Altenkirchen erreicht, staut er sich zu einem zweiten kleinen Teich. Er fließt nun am Ostrand der Ortschaft parallel zur gleichnamigen Straße. Bei der Straße In  den Gärten verschwindet der Bach in den Untergrund und mündet schließlich auf einer Höhe von etwa 220 m ü. NN von rechts in den Mühlgraben, einen Nebenarm der Wied.